# 牧野博幸
牧野 博幸（まきの ひろゆき、1968年頃5月30日 - ）は、日本の漫画家。愛知県出身。血液型はB型。

## 経歴、人物
デビュー前は看板デザインの仕事をしていたが、あるとき台風で倒れた看板の片付け作業を手伝っていたときに腰を痛め入院（椎間板ヘルニア）。その後、療養中に漫画雑誌の4コマ漫画募集の記事を目にしたことで投稿活動を行うようになる。
『ドラゴンクエスト4コマクラブ』の投稿者（会員ナンバーは0057）として4コマ作品を発表したのち、『ドラゴンクエスト4コママンガ劇場』6巻（エニックス）でデビュー。その独自のテンションとギャグセンスで人気作家の1人となる。その傍ら、『月刊少年ギャグ王』（エニックス）では『勇者カタストロフ!!』『超弩級ほかほか戦士チャブダイン』などを連載した。『ドラゴンクエスト4コマ漫画劇場』引退後も、ゼルダの伝説やスーパーロボット大戦シリーズ、アイドルマスターなどの4コマアンソロジーを中心に活動を続けている。
ゲーム関連4コマアンソロジーでは、原作キャラの大胆なデフォルメ化、エキセントリックな性格描写、シリアスなシーンでのギャグ絵の挿入を特色としている。
2003年からタケカワユキヒデとともに、『プレコミックブンブン』に『ともだちロボットギタローくん』を連載（2003年12月号 - 2005年2月号）。2004年12月にブンブンコミックス（ポプラ社）から単行本化された。この作品はベトナムでも翻訳され、日本国外への進出を果たした。2007年より、『コミック・ガンボ』で『愛天使ポルチャーノ』を連載したが、連載終了後ほどなく同誌が廃刊となり、単行本化はされていない。
2010年には、復刊ドットコムより『勇者カタストロフ!!』が上下巻にて復刻発売。その話題と反響をきっかけに、近年執筆活動から離れていた牧野のもとへ再び漫画の依頼が来るようになったという。
魚屋が主人公の『勇者カタストロフ!!』の単行本では、中表紙の取材協力に愛知県周辺の寿司屋や名古屋港水族館の名前が掲載されている。一番お気に入りのドラゴンクエストシリーズは『ドラゴンクエストII 悪霊の神々』である。
自画像はデフォルメされたキャラクターが多いが、たまに痩せ型の普通の男性を描く時もある。
かなりのガンダム好きで知られ、『勇者カタストロフ!!』にはガンダムのパロディが散りばめられている。そのため、スーパーロボット大戦シリーズやGジェネレーションシリーズ、ギレンの野望シリーズのアンソロジーコミックへの参加が多い。

## 作品
- 勇者カタストロフ!!（月刊少年ギャグ王、全4巻、復刻版上下巻）
- 超弩級ほかほか戦士チャブダイン（月刊少年ギャグ王、全2巻）
- ともだちロボットギタローくん（月刊コミックブンブン、全1巻）
- 愛天使ポルチャーノ（コミック・ガンボ連載、完結（未単行本化））
- ショートコミック劇場（ハレンチ学園＋あばしり一家 2004年10月号〈創刊号〉）
- ちくろに爆心（月刊コミックラッシュ2006年2月号）
- ふでぺん（超弩級ほかほか戦士チャブダイン収録）
- 秘伝4コママンガの描き方
- 4コマ漫画アンソロジー多数[要出典]
- ゼルダの伝説 4コママンガ劇場

## アシスタント
- 川本祐太郎[6]
- 魔神ぐり子[6]